# Kreditwirtschaftliches Colloquium Hohenheim
Das Kreditwirtschaftliche Colloquium Hohenheim e. V., kurz KCH, ist ein studentischer und gemeinnütziger Börsen- und Bankenverein an der Universität Hohenheim. Er hat es sich zum Ziel gesetzt, den Austausch zwischen finanzwirtschaftlicher Theorie und Praxis zu fördern. Darüber hinaus unterstützt der Verein sozial bedürftige Studenten finanziell. Der KCH ist ein Mitgliedsverein im Bundesverband der Börsenvereine an deutschen Hochschulen (BVH) e.V. Der Verein wurde 1985 durch Johann Heinrich von Stein gegründet. Schirmherr des KCH und Geschäftsführer der Stiftung Kreditwirtschaft ist Hans-Peter Burghof. Der gegenwärtige Vorstandsvorsitzende des Vereins ist Maximilian Müller.

## Mitglieder
Der Verein besteht zurzeit aus über 600 Mitgliedern und ist damit der mitgliederstärkste Verein der Universität Hohenheim. Die Mitglieder setzen sich aus Studierenden und Alumni der Universität Hohenheim, Universität Stuttgart und Berufsakademie Stuttgart zusammen. Hinzu kommen noch institutionelle Mitglieder: Dies sind Unternehmen aus der Finanzwirtschaft, die Mitglied im Verein sind.

## Institutionelle Mitglieder
Quelle:
- KPMG
- Ernst & Young
- Deloitte
- Zeb
- Ebner Stolz
- FAS AG

## Präsidium
Das Präsidium ist das Kontrollorgan des Kreditwirtschaftlichen Colloquium Hohenheim e.V. und ist zuständig für die Kontrolle der Aktivitäten des Vorstandes. Es setzt sich aus Mitgliedern zusammen, die zu ihrer Studentenzeit selbst im Verein aktiv waren und auch teilweise im Vorstand mitwirkten. Mitglieder des Präsidiums:
- Hans-Peter Burghof
- Mario Buric
- Clint Dawson
- Marten Egry
- Carolin Koch
- Johannes Müller